# Diplazium divisissimum
Diplazium divisissimum är en majbräkenväxtart som först beskrevs av John Gilbert Baker och som fick sitt nu gällande namn av Hermann Christ.
Diplazium divisissimum ingår i släktet Diplazium och familjen Athyriaceae. Inga underarter finns listade i Catalogue of Life.